# Muna (rzeka)
Muna – rzeka w Rosji, w Jakucji; lewy dopływ Leny. Długość (z Ułachan-Muną) 715 km; powierzchnia dorzecza 30 100 km².
Powstaje z połączenia rzek Ułachan-Muna i Orto-Muna we wschodniej części Wyżyny Środkowosyberyjskiej; płynie w kierunku wschodnim silnie meandrując. Żeglowna na odcinku ok. 100 km od ujścia.
Zamarza od października do maja; zasilanie głównie śniegowe.